# Jüdischer Friedhof (Niederbieber)

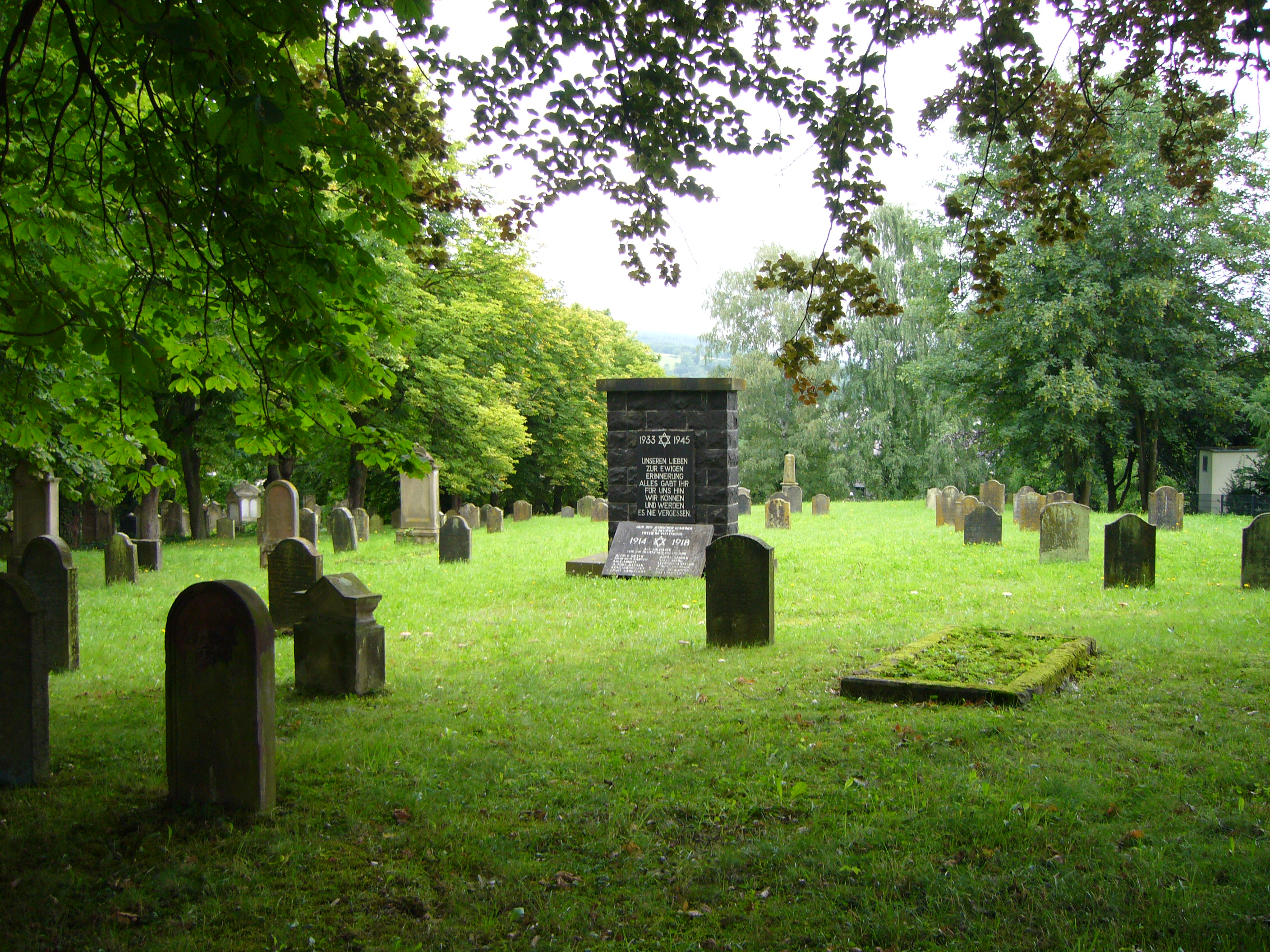
Jüdischer Friedhof Niederbieber

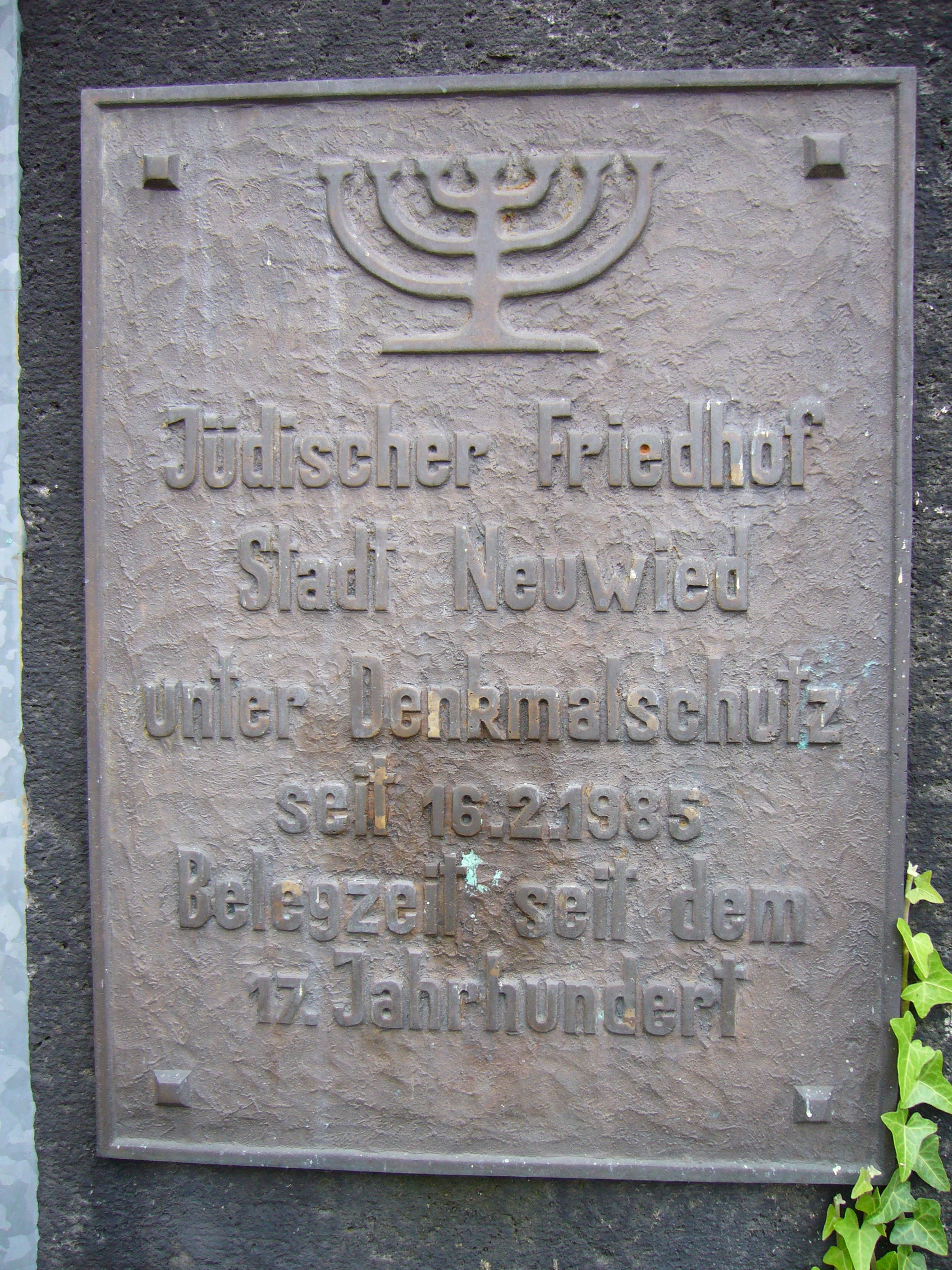
Gedenktafel auf dem jüdischen Friedhof Niederbieber

Der Jüdische Friedhof Niederbieber ist ein jüdischer Friedhof in Niederbieber, einem Stadtteil von Neuwied im nördlichen Rheinland-Pfalz. Der Friedhof befindet sich in der Kurt-Schumacher-Straße und steht seit 1985 unter Denkmalschutz.

## Geschichte
Die jüdische Gemeinde Neuwied besaß seit dem 17. Jahrhundert einen Friedhof in Niederbieber. Er wurde auch von den jüdischen Gemeinden in der Umgebung als Begräbnisplatz genutzt. Der älteste Grabstein ist von 1706. Die Friedhofsfläche umfasst rund 111 Ar. Die 1908 erbaute Friedhofshalle (Taharahaus) wurde in der Pogromnacht 1938 verwüstet und 1947 abgebrochen.
Der jüdische Friedhof Niederbieber ist einer der größten jüdischen Friedhöfe in Rheinland-Pfalz. Heute sind noch 661 Grabsteine erhalten. Auf 294 Gräbern ist kein Grabstein mehr vorhanden.